# John Boyle O'Reilly
John Boyle O'Reilly (Dowth Castle, 28 giugno 1844 – Hull, 10 agosto 1890) è stato un poeta, scrittore e attivista irlandese.
Da giovane, in Irlanda, fece parte della Fratellanza Repubblicana Irlandese, i cui membri erano conosciuti anche come “Feniani” e per tal motivo venne deportato in Australia occidentale. Dopo la fuga negli Stati Uniti divenne un importante difensore della comunità e della cultura irlandesi grazie al suo ruolo di direttore del quotidiano di Boston The Pilot, alla sua copiosa produzione scritta e alle sue conferenze itineranti.
Nato a Dowth, O'Reilly si trasferì a casa della zia in Inghilterra quand'era adolescente e presto cominciò ad interessarsi di giornalismo e a seguire la carriera militare. Tuttavia nel 1863 lasciò l'esercito, irritato dal modo in cui gli irlandesi venivano trattati nell'ambiente militare e lo stesso anno fece ritorno in Irlanda. Nel 1864 si unì alla Fratellanza Repubblicana Irlandese utilizzando uno pseudonimo e rimase parte del gruppo per due anni, fino a che, all'inizio del 1866, assieme a molti altri, venne arrestato dalle autorità. Dopo un processo farsa avvenuto quello stesso anno, venne condannato a morte, condanna che più tardi fu commutata in vent'anni di lavori forzati. Nel 1867 O'Reilly venne deportato in Australia occidentale e trasferito nella città di Bunbury, da dove fuggì due anni dopo.
Dopo la fuga O'Reilly si trasferì a Boston e iniziò una carriera di successo come scrittore e giornalista; produsse lavori quali Moondyne e Songs from the Southern Seas (1973) e poesie quali The Cry of the Dreamer, The White Rose e In Bohemia. Nel 1872 si sposò con Mary Murphy e la coppia ebbe quattro figlie. Negli ultimi quattro anni della sua vita soffrì di numerosi problemi di salute, per morire di overdose nella sua residenza estiva di Hull nel 1890.
Le poesie di O'Reilly rivelano un atteggiamento pacifico (diverso da quello degli anni in Irlanda) e pieno di spirito. O'Reilly fu un personaggio molto conosciuto e controverso negli Stati Uniti, a causa del suo attivismo politico in favore dei diritti civili. Tra il 1870 e la fine degli anni ottanta dell'Ottocento visse a Charlestown, dove il suo attivismo a favore delle persone di colore fu sia lodato sia criticato.
L'opera letteraria e il lavoro di O'Reilly nel campo dei diritti civili sono stati celebrati nel corso degli anni.

## Biografia

### 1844-1861: Giovinezza
O'Reilly nacque il 28 giugno 1844 a Dowth Castle da William David O'Reilly (1808 – 1871) e Eliza O'Reilly (nata Boyle) (1815 – 1869), nei pressi di Drogheda. Il padre era il direttore di una scuola. O'Reilly era il terzo di sei figli. L'Irlanda all'epoca era parte del Regno Unito e molti irlandesi obiettavano violentemente al dominio britannico. Esisteva un forte movimento nazionalista. La famiglia di O'Reilly, relativamente benestante, era fieramente patriottica; la madre era strettamente imparentata con John Allen, che aveva giocato un ruolo importante nella sollevazione di Robert Emmet del 1803.
Figlio di un insegnante, O'Reilly ricevette una buona educazione di base. All'età di tredici anni, quando suo fratello contrasse la tubercolosi, egli ne prese il posto di apprendista nel giornale locale. A quindici anni si trasferì a Preston in Lancashire presso la casa degli zii e trovò impiego nel quotidiano della zona. Nel giugno del 1861 O'Reilly si arruolò nell'undicesimo reggimento dei Lancashire Rifle Volunteers dove ricevette un certo addestramento militare. Di ritorno in Irlanda nel 1863 si arruolò nel decimo Ussari a Dublino.

### 1864 – 1867: la Fratellanza Repubblicana Irlandese e arresto
Nel 1864 O'Reilly si unì alla Fratellanza Repubblicana Irlandese conosciuta all'epoca come i “Feniani”, una società segreta di ribelli che si dedicavano all'organizzazione di una sollevazione armata contro il governo britannico. Egli impiegò le sue energie per arruolare Feniani all'interno del suo reggimento presentando ottanta nuovi membri.
Nel febbraio del 1866 O'Reilly assieme a molti altri Feniani venne arrestato e tradotto nella prigione militare di Arbor Hill. Il 27 giugno 1866 (alla vigilia del suo ventiduesimo compleanno) iniziò il processo di O'Reilly alla corte marziale: era accusato di tradimento. Venne riconosciuto colpevole e condannato a morte, ma a causa della sua età la pena venne commutata in ergastolo e, più tardi, in vent'anni di lavori forzati.
Da quel momento in poi trascorse circa quindici mesi tra le prigioni più famigerate d'Inghilterra come Millbank, Pentonville e Dartmoor. In questo periodo O'Reilly tentò due volte la fuga ma venne rapidamente ricatturato e messo in isolamento.

### 1868 – 1869: deportazione e vita in Australia
Il 10 ottobre 1867 O'Reilly venne messo in catene e condotto sulla nave prigione Hougoumont,  assieme ad altri 61 prigionieri Feniani e 218 criminali comuni, per la deportazione nella colonia britannica dell'Australia occidentale.
Durante il viaggio O'Reilly e un altro prigioniero, John Flood, fondarono un giornale scritto a mano dal titolo di Wild Goose che conteneva poesie, racconti e aneddoti dei membri della confraternita di prigionieri della nave. Ne vennero prodotte sette edizioni e l'unica copia della collezione originale è rimasta ed è conservata alla State Library del Nuovo Galles del Sud. Il viaggio della Hougoumont fu l'ultimo viaggio di deportazione di prigionieri in Australia occidentale.
Dopo l'arrivo a Fremantle il 9 gennaio 1868 O'Reilly venne internato nella Istituzione per Prigionieri (attualmente Prigione di Fremantle), ma dopo un mese venne trasferito a Bunbury. Fu assegnato al gruppo di galeotti incaricati di costruire la strada Bunbury – Vasse.
Un giorno, durante la pulizia di una zona incolta di Banbury per la costruzione della nuova strada, O'Reilly si rifiutò di far parte della squadra per l'abbattimento di un albero di eucalipto enorme che avrebbe impedito i lavori di costruzione. L'azione di O'Reilly per salvare l'albero arrivò all'attenzione della moglie del guardiano, Selina. E di lì a poco si sparse la notizia in tutto il distretto che un prigioniero aveva disobbedito agli ordini. Alla fine l'albero venne risparmiato e la strada costruita in modo da aggirarlo.
O'Reilly presto instaurò un buon legame con il suo guardiano Hanry Woodman, e venne nominato agente penitenziario in prova. Come assistente del guardiano teneva la contabilità, ordinava le provviste e aveva altri doveri amministrativi di minor conto. Veniva spesso impiegato come messaggero, che significava che doveva fare la spola regolarmente tra il campo di lavoro e la prigione distrettuale di Bunbury. Sembra che il guardiano si servisse di O'Reilly per mantenersi in contatto con la famiglia, poiché il galeotto divenne un visitatore regolare a casa Woodward e a un certo punto iniziò una relazione sentimentale con la figlia di Woodward Jessie. Questa relazione finì male, almeno per O'Reilly; scrisse componimenti poetici nei quali esprime la sua agonia mentale e fa riferimento a ragioni sentimentali. Il 27 dicembre 1868 O'Reilly tentò il suicidio tagliandosi le vene del braccio sinistro. Dopo essere svenuto a causa dell'emorragia venne scoperto da un altro prigioniero e la sua vita fu salva.
Secondo una lettera ritrovata nel 2015 Jessie Woodman aspettava un figlio da O'Reilly (si reputa che ciò sia stato uno dei motivi del tentato suicidio di O'Reilly). La maggior parte delle fonti attesta che Jessie Woodman ebbe il figlio dopo la fuga di O'Reilly e che il bambino sia morto quasi subito. Il padre di Jessie alla fine scoprì la relazione e diede la figlia in matrimonio a un giovane del posto di 22 anni, George Pickersgill, nel marzo del 1869 (durante questo periodo O'Reilly si nascondeva dalle autorità o era già in viaggio verso gli Stati Uniti).

#### Fuga
Mentre era a Banbury O'Reilly aveva stretto una forte amicizia con il prete della Chiesa Cattolica Romana del luogo, don Patrick McCabe. Alla fine del 1868 don McCabe si offrì di organizzare per O'Reilly la fuga dalla colonia. A febbraio il piano di don McCabe era pronto per essere eseguito. Il 18 febbraio 1869 O'Reilly si allontanò dalla sua squadra di lavoro e incontrò James Maguire, un colono proveniente dalla città di Dardanup. I due si diressero verso il fiume Collie dove una imbarcazione li stava aspettando. Remando uscirono dal Leschenault Inlet ed entrarono nell'Oceano Indiano, e si diressero a nord lungo la costa per circa dodici miglia.
O'Reilly si nascose tra le dune, in attesa della partenza da Banbury della nave baleniera americana Vigilant, che lo avrebbe preso a bordo come concordato con don McCabe. La nave venne avvistata il giorno dopo e i fuggitivi remarono verso di essa, ma il capitano si sottrasse all'accordo e la Vigilant proseguì la navigazione ignorando le persone nell'imbarcazione. O'Reilly dovette tornare a terra e nascondersi di nuovo, mentre i suoi amici negoziavano un passaggio con un'altra nave. Dopo due settimane essi riuscirono ad accordarsi con il capitano della baleniera americana Gazelle e gli amici di O'Reilly andarono incontro alla nave in mare il 2 marzo ed egli venne ammesso a bordo. Con lui vi era anche un galeotto beneficiario della liberazione condizionale, Martin Bowman, il quale era venuto a conoscenza del progetto di fuga. Egli aveva ricattato i cospiratori perché gli permettessero di unirsi a O'Reilly.
Durante il viaggio sulla Gazelle O'Reilly divenne buon amico del primo ufficiale della nave Henry Hathaway, e i due rimasero amici fino alla morte di O'Reilly. Hathaway salvò la vita a O'Reilly quando, durante una battuta di caccia alla balena su una scialuppa nei pressi della Gazelle, un'onda urtò l'imbarcazione e O'Reilly perse conoscenza. Hathaway gli salvò la vita eseguendo la rianimazione.
Don McCabe aveva concordato con la Gazelle di portare O'Reilly fino a Giava, ma il maltempo impedì alla nave un accesso sicuro attraverso lo stretto della Sonda.  Il capitano decise di fare rotta su Roderiquez, a Mauritius, che a ll'epoca era una colonia britannica. Non appena la Gazelle approdò a Roderiquez un magistrato, assieme a una rappresentanza della polizia, salì a bordo dichiarando di essere stato informato del fatto che la Gazelle trasportava un galeotto in fuga dall'Australia occidentale, e chiedendo che gli fosse consegnato. L'equipaggio consegnò Bowman, ma negò di avere O'Reilly a bordo. La tappa successiva della Gazelle avrebbe dovuto essere Sant'Elena, un'altra colonia britannica e il capitano raccomandò che O'Reilly si trasferisse su un'altra nave prima di dell'arrivo.
Il 29 giugno la Gazelle incontrò la nave da carico Sapphire in alto mare e O'Reilly vi si trasferì. La Sapphire arrivò a Liverpool il 13 ottobre e O'Reilly passò su un'altra nave americana, la Bombay. La Bombay attraccò a Filadelfia il 23 novembre 1869, dove O'Reilly venne accolto con entusiasmo dai suoi compatrioti irlandesi.
Poco dopo l'arrivo a Filadelfia O'Reilly si recò a New York dove venne invitato a tenere una conferenza al Cooper Institute, cosa che fece il 16 dicembre 1869. In quell'occasione raccontò i dettagli della sua fuga. O'Reilly si rese conto rapidamente che New York non era il luogo giusto per le sue ambizioni e gli venne consigliato di trasferirsi a Boston, città dove arrivò il 2 gennaio 1870.

### 1870 – 1890: la carriera di scrittore e giornalista

#### 1870 – 1874: gli inizi, invasione dei Feniani del Canada e Songs from the Southern Seas
O'Reilly si stabilì a Charlestowwn, un quartiere di Boston, dove viveva una numerosa comunità irlandese. Tenne la sua prima conferenza negli Stati Uniti il 31 gennaio 1870 sull'argomento “I prigionieri politici dell'Inghilterra”. La conferenza fu un successo e O'Reilly venne invitato a riproporla a Salem, Providence e in altre zone. Poco più tardi, quello stesso anno, gli venne assegnata la posizione di reporter presso The Pilot.
Nel giugno 1870 O'Reilly si recò in Canada per coprire l'invasione dei Feniani del Canada e in quell'occasione conobbe il generale John O'Neill. O'Reilly fu in prima fila ad ogni evento della fallita invasione, anche all'arresto di O'Neill. La copertura di tali fatti fu il primo lavoro importante di O'Reilly per The Pilot.

## Matrimonio e famiglia
Il 15 agosto 1872 O'Reilly sposò Mary Murphy (1850 – 1897) una giornalista che scriveva per il Young Crusader col nome di Agnes Smiley. Ebbero quattro figlie: Mary, Eliza, Agnes e Blanid. La loro terza figlia, Agnes O'Reilly, sposò il filosofo William Ernest Hocking poco dopo la laurea di quest'ultimo ad Harvard, dove in seguito avrebbe insegnato. Un decennio più tardi, quando tornarono a Cambridge, Agnes fondò una scuola all'aperto che sarebbe divenuta la scuola di Shady Hill. È tutt'ora attiva e si trova vicino a Harvard Square. Ebbero tre figli, Richard, Joan e Hester.

## Il salvataggio di Catalpa
Nel 1875 John Devoy chiese consiglio a O'Reilly su come il Clan na Gael avrebbe potuto soccorrere i sei soldati Feniani che stavano scontando la pena in Australia occidentale. Il piano iniziale prevedeva di introdursi nella prigione di Fremantle e salvare i Feniani con l'uso delle armi; O'Reilly scartò questa soluzione. Suggerì invece che una squadra prelevasse i fuggitivi secondo un piano prestabilito. Consigliò anche di acquistare una nave baleniera proprio a questo scopo, dal momento che avrebbe dato la parvenza di essere a Fremantle legittimamente. Il piano di O'Reilly venne adottato e alla fine risultò nel salvataggio di Catalpa.
La fuga riuscì e O'Reilly ne ebbe notizia nel giugno del 1876.

## Poesie
O'Reilly pubblicò il suo primo volume di poesie, Songs from the Southern Seas, nel 1873. Nel corso dei successivi quindici anni pubblicò tre collezioni di poesie, un romanzo e un trattato sulla salute e l'esercizio fisico. Le sue opere poetiche erano molto popolari e gli venne spesso chiesto di scrivere poesie per occasioni commemorative importanti. Già alla fine del ventesimo secolo la maggior parte dei suoi primi lavori era stata etichettata come poesia popolare, ma alcune delle sue opere più recenti, come per esempio la sua poesia più nota, “The Cry of the Dreamer”, sono considerate ancora molto positivamente.
Nell'ultima parte della sua vita O'Reilly divenne incline alle malattie e soffrì di attacchi di insonnia. Pubblicò la sua ultima poesia “The useless ones” su The Pilot del 1 febbraio 1890.

## Morte
Il 9 agosto 1890 O'Reilly prese il primo traghetto diretto alla sua casa di Hull in Massachusetts. In quel periodo soffriva di attacchi di insonnia. Quella sera fece una lunga passeggiata con il cognato John R. Murphy nella speranza che l'esercizio gli avrebbe favorito il sonno.
Più tardi, durante la notte, assunse alcune compresse di un sonnifero della moglie, che conteneva idrato di cloralio.
La mattina del 10 agosto verso le 2 – 3 del mattino la moglie si svegliò e trovò O'Reilly seduto in poltrona, una mano sul tavolo, vicino ad un libro e un sigaro nell'altra. O'Reilly aveva perso conoscenza. Sua moglie mandò un domestico a chiamare il medico di famiglia, il Dott. Litchfield. Questi per circa un'ora cercò di rianimarlo, ma O'Reilly morì poco dopo le 5 del mattino. Pubblicamente la morte di O'Reilly venne attribuita ad un arresto cardiaco, ma il certificato di morte dichiarava “morte per avvelenamento accidentale”.

### Cordoglio e omaggi
La morte di O'Reilly provocò grandi espressioni di cordoglio e omaggi da parte della comunità di Boston e nel mondo; The Pilot pubblicò la biografia completa di O'Reilly nel numero del 16 agosto. Il Cardinale James Gibbons, dopo avere ricevuto la triste notizia, dichiarò: “È una calamità pubblica. Non è solo una perdita per il paese, ma è una perdita per la Chiesa e per l'umanità tutta”. Grover Cleveland scrisse: “Ho sentito con grande dispiacere che John Boyle O'Reilly è mancato. Lo consideravo un uomo forte e capace, totalmente devoto a qualunque causa decidesse di sostenere, generoso nelle sue attività, onesto e caloroso nell'amicizia, e patriottico nel suo entusiasmo.”. George Frisbie Hoar scrisse un telegramma alla moglie di O'Reilly nel quale diceva: “ Accetti la mia profonda partecipazione per la sua perdita e per una grande perdita pubblica. Suo marito aveva saputo mettere insieme le qualità più nobili dell'irlandese e dell'americano”.
Il prete della sua parrocchia, il Reverendo J.W. McMahon della Chiesa di St. Mary di Charlestown dichiarò: “Ho sempre avuto una grande ammirazione per lui, sin da quando divenne membro della mia parrocchia. Per quanto riguarda la sua carriera precedente, anch'essa suscita il mio rispetto e la mia ammirazione. Era un uomo determinato e schietto, un uomo che amava la libertà fine a sé stessa e che desiderava che a tutti venisse data una possibilità. Era un bravo marito, un bravo padre, un bravo cattolico e un brav'uomo.”. Oliver Wendell Holmes Jr scrisse: “ John Boyle O'Reilly era uomo di stampo e natura eroici; coraggioso, avventuroso, patriotitco, entusiasta, dotato del perfervidum ingenium, caratteristico sia degli irlandesi, sia degli scozzesi. Siamo stati fieri di averlo avuto come cittadino acquisito, e sempre abbiamo avuto la sensazione che la sua patria non avrebbe dovuto fare a meno di tale nobile figlio. Le sue poesie mostrano ciò che avrebbe potuto essere se si fosse dedicato alle lettere. Il suo merito maggiore è che fu un onesto e coraggioso amante della sua patria e dei suoi simili”. Anche il sindaco di Boston, Thomas N Hart, assieme ad altre personalità di Boston, rese omaggio.

### Esequie
Alle sue esequie, che furono celebrate il 13 agosto nella chiesa di St Mary a Charlestown, presenziarono migliaia di persone. Le strade adiacenti alla chiesa erano affollate di partecipanti al funerale. Trasportavano il feretro O'Donovan Rossa, Jeremiah O' Donovan, Michael Fitzgerald, James A. Wrenn, il Capitano Lawrence O'Brien, e Denis Cashman. La moglie di O'Reilly non partecipò a causa del dolore che le impedì di lasciare il letto.
O'Reilly dapprima venne sepolto nel cimitero di Calvary a Roxbury, ma nel novembre del 1890 i suoi resti vennero esumati e trasferiti al cimitero di Holyhood a Brookline.

## Eredità e riconoscimenti
Nel 1891 James Jeffrey Roche, il vice caporedattore di O'Reilly al Pilot di Boston, pubblicò una biografia dal titolo La vita di John O'Reilly.
O'Reilly divenne uno dei più famosi e rispettati giornalisti e autori degli Stati Uniti. Il suo attivismo nel campo dei diritti civili attrasse molta attenzione all'epoca; nel 1945 The Crisis descrisse O'Reilly come uno dei migliori amici e più forti difensori che i neri americani abbiano mai avuto. Roche ne La vita di John O'Reilly (1891) scrisse O'Reilly difese i neri oppressi, così come aveva difeso gli indiani oppressi, onestamente e con zelo come aveva difeso per tutta la sua vita i suoi compatrioti oppressi. Per lui era moralmente impossibile fare altrimenti.
Il 20 giugno 1896 (appena una settimana prima di quello che avrebbe dovuto essere il suo cinquantaduesimo compleanno) un gruppo bronzeo con O'Reilly venne inaugurato e il presidente Grover Cleveland tenne un discorso per l'occasione.
Alla dedica del memoriale a Crispus Attucks nel 1888 venne letta pubblicamente una poesia di O'Reilly su Attucks
Il Club John Boyle O'Reilly di Springfield, in Massachusetts, a lui intitolato, ha celebrato il suo 125mo compleanno nel 2005.
Il suo nome è stato dato al O'Reilly Terrace, un complesso abitativo della zona nord di Drogheda
Intorno al 1987 è stata fondata la John Boyle O'Reilly Association a Banury in Australia occidentale
Nel 2002 è stato inaugurato un display interpretativo su John O'Reilly in Australia occidentale, nel Leschenault Peninsula Conservation Park, da dove era fuggito per andare in America.
Nell'aprile 2011, a Netterville, suo paese natale vicino a Drogheda in Irlanda, è stata fondata la John Boyle O'Reilly Association
J.B. O'Reilly pub di West Leederville in Australia occidentale

## Richiesta di assoluzione
Nel 1999 l'allora leader dell'opposizione, Geoff Gallop, chiese, senza successo, al Primo Ministro britannico e amico Tony Blair di concedere l'assoluzione a John Boyle O'Reilly.

## Opere
Songs from the Southern Seas (1873) – raccolta di poesie
Songs, Legends and Ballads (1878) – raccolta di poesie
Moondyne (1879) – romanzo basato sulle sue esperienze di galeotto in Australia occidentale
The Statues in the Block (1881) – raccolta di poesie
In Bohemia (1886) – raccolta di poesie
The Ethics of Boxing and Manly Sport (1888) – trattato sulla salute e l'esercizio fisico, più tardi ripubblicato con il titolo Athletics and Manly Sport
Watchwords (1891) – pubblicato postumo e riveduto da Katherine E. Conway
Selected poems of John Boyle O'Reilly (1904)

## Nella cultura di massa
Pare che O'Reilly fosse il poeta preferito del presidente americano John F. Kennedy.
Nel 1913 la casa cinematografica di Melbourne Lincoln-Cass Film Company produsse Moondyne, un film muto basato sul romanzo di O'Reilly. Uscì nelle sale nel settembre del 1913.
La canzone degli U2 Van Diemens's Land contenuta nell'album Rattle and Hum (1988) si riferisce ed è dedicata a O'Reilly.
Il cantante folk Sean Tyrrell, della contea di Clare, ha musicato molte poesie di O'Reilly. Il suo album del 1994 Cry of a Dreamer, conteneva una trilogia.
Brendan Woods, storico e musicista, ha scritto un'opera teatrale intitolata Catalpa, che tratta della fuga dalla prigione di Fremantle nel 1876. La prima si svolse il 15 novembre 2006 nella sala del municipio di Fremantle facendo il tutto esaurito e l'opera venne rappresentata fino al 25 novembre. Il lavoro teatrale si basava sui diari di Denis Cashman, con poesie di John Boyle O'Reilly musicate e danzate ed era accompagnato da un ensemble musicale di cinque elementi.
Woods nel 2006 ha pubblicato un CD intitolato John Boyle O'Reilly & The Fenian Escape from Fremantle Gaol.
Nel 2016 la John Boyle O'Reilly Association di Banbury ha realizzato un cortometraggio ispirato al periodo in cui O'Reilly aspettava il passaggio della Vigilant, il cui titolo è In Search of the Vigilant. È stato girato sulla penisola di Leschenault e in altre zone di Banbury. Il cortometraggio, della durata di trenta minuti, è stato presentato a Banbury il 25 marzo 2017.
Nel 2017 il musicista dell'Australia occidentale Latehorse (Shane Thomas) ha pubblicato una canzone sulla fuga di O'Reilly intitolata A Dreamer Forever.
O'Reilly è raffigurato su una bottiglia di vino della collezione 19 Crimini.